# 11. siječnja
11. siječnja (11. 1.) 11. je dan godine po gregorijanskom kalendaru.
Do kraja godine imaju još 354 dana (355 u prijestupnoj godini).

## Događaji
- 1843. – Austro-ugarski car i kralj Ferdinand I. u vrijeme najvećeg uspona Ilirskog preporoda zabranio je svaku uporabu ilirskog imena, posebice „u novinama i javnim spisima“.
- 1922. – Pri liječenju šećerne bolesti u Kanadi je prvi put uporabljen inzulin.
- 1942. – Drugi svjetski rat: Japanci osvojili Kuala Lumpur.
- 1962. – erupcija vulkana Huascaran u Peruu → 4000 mrtvih.
- 1963. – otvoren prvi disko klub u SAD-u, Whisky a Go Go noćni klub u Los Angelesu.
- 1972. – Uhićeni pripadnici hrvatskog proljeća, Marko Veselica, Franjo Tuđman, Šime Đodan, Vlado Gotovac, Hrvoje Šošić, Jozo Ivičević-Bakulić, Zvonimir Komarica, Ante Glibota, Ante Bačić i Vlatko Pavletić.